# ندة برميون (لوداب)
ندة برميون (بالفارسية: نده برمیون) هي قرية تقع في إيران في قسم لوداب الريفي. يقدر عدد سكانها بـ 27 نسمة .